# Thomas Sommerer
Thomas Sommerer (* 1977 in Leonberg) ist ein deutscher Politikwissenschaftler.

## Leben
Sommerer erlangte 2003 ein Diplom in Politikwissenschaften an der Otto-Friedrich-Universität Bamberg. Er war als wissenschaftlicher Mitarbeiter am Max-Planck-Institut in Bonn und an der Universität Hamburg tätig. 2009 wurde er an der Universität Konstanz zum Dr. rer soc. promoviert mit der Dissertation „Können Staaten voneinander lernen? Eine vergleichende Analyse der Umweltpolitik in 24 Ländern“. Danach forschte er an der Fakultät für Politikwissenschaften der Universität Stockholm. Seit 2020 ist er Professor für Politikwissenschaft, insbesondere internationale Organisationen an der Universität Potsdam.
Seine Forschung konzentriert sich auf die Gestaltung und Leistung internationaler Organisationen, Demokratie und Legitimität in der globalen Governance sowie transnationale Diffusions- und Lernprozesse.
Gemeinsam mit Andrea Liese gibt er geschäftsführend die Zeitschrift für Internationale Beziehungen (ZIB) heraus.

## Schriften (Auswahl)
- Können Staaten voneinander Lernen? Eine vergleichende Analyse der Umweltpolitik in 24 Ländern. Wiesbaden 2010, ISBN 978-3-531-17292-7.
- mit Katharina Holzinger, Christoph Knill und Stephan Heichel: Theorie und Empirie internationaler Politikkonvergenz. Eine vergleichende Analyse der Umweltpolitik zwischen 1970 und 2000. Leverkusen 2010, ISBN 978-3-86649-342-1.
- mit Jonas Tallberg, Theresa Squatrito und Christer Jönsson: The Opening Up of International Organizations. Transnational Access in Global Governance. Cambridge 2013, ISBN 1-107-64079-2.